# ناحیه ضایه بن ضحوه
ناحیه ضایه بن ضحوه (به عربی: دائرة ضایة بن ضحوة) یک ناحیه در الجزایر است که در استان غردایه واقع شده‌است.